# Skleník (kniha)
Kniha Skleník je povídka Karla Václava Raise. Próza byla nejdříve vydávána časopisecky během roku 1895, knižně vyšla roku 1898. Řadí se mezi autorovy humorné idyly a zachycuje, jak je panský pojezdný Domomrázek pomlouván maloměstskou honorací, protože nemá parádní skleník, díky manželčině důvtipu však pomlouvače přelstí.

## Téma a časoprostor
Dílo zobrazuje venkovský lid se všemi jeho problémy. Tematika venkovského lidu je pro autora typická, objevuje se například v jeho románu Pantáta Bezoušek a povídkovém souboru Výminkáři. Děj se odehrává v městečku Běleč pravděpodobně na konci 19. století. Poukazuje především na faleš, hloupost a přetvářku místních obyvatel. Text má však vazby také na Sobotku, kde byl napsán, a některá vydání obsahují ilustrace tohoto města.

## Obsah
V Bělči skleník nebyl považován za obyčejný kus nábytku, byla to pro místní obyvatele ukázka zámožnosti, vznešenosti, a dokonce i pokročilosti. Když se pojezdný Domomrázek oženil s vesnickou učitelkou z hor, Gustou, které skleník chybí, je to pro tamní smetánku absolutně nepřijatelné a odmítají ji přijmout mezi sebe. Na pohled však na sobě nenechávají nic znát a chovají se ke Gustě, jako by byla jedna z nich. Jakmile se však zavřou dveře, začnou ji mezi sebou pomlouvat. Do karet Gustě nehraje ani to, že si ji Domomrázek vzal z čisté lásky. Ještě před ní mu totiž byla nabídnuta ruka dcery kupce Dařbujána, odmítl tedy velmi výnosný sňatek, což lidé vůbec nedokážou pochopit.
Gusta se zpočátku snaží pomluvy nevnímat, chce uniknout „měřítku skleníku“ tím, že se od místních i s manželem separuje. S tím však Domomrázek nesouhlasí, při jeho povolání je nezbytné udržovat s lidmi kontakt. Pro vesnici i maloměsto bylo typické to, že když se přistěhoval někdo nový, byla téměř jeho povinnost podniknout návštěvy okolních domů. Při těchto návštěvách rodin kupce, poštmistra, doktora a starosty se novomanželé setkávají s neustálými připomínkami o skleníku a tyto rodiny s nimi jednají jako s někým podřadným. Domomrázkovi čekají na to, až jim sousedi návštěvy oplatí, jenže kvůli tomu, že novomanželům tento kus nábytku chybí, nejsou hodni toho, aby se někdo přišel ukázat. Gustičce začíná docházet, že bez skleníku je v Bělči nikdo. Chce si ho pořídit, ale všechny peníze dala do výbavy domu a za svatbu.
Když do Bělče přijede na návštěvu pojezdného matka a pár se jí svěří se svými strastmi, matka synovi nenápadně podstrčí peníze, aby pořídil tuto důležitost. Domomrázek však s rozhořčením odmítne. Je na celou věc ohledně skleníků naštvaný. Gusta ale nad celou situací ztrácí trpělivost. S těžkým srdcem se rozhodne, že napíše rodičům do Podkrkonoší, aby jí poslali skleník. Tatínek jí rychle odepíše a směje se, že skleníky ve městě již dávno nejsou v módě. Teď jsou v módě totiž kredence a že prý jim jeden pošle. Nechápe, že se tento nový trend do Bělče ještě nedostal. Když kredenc sestavili, okamžitě se k nim linuly zástupy lidí včetně tamější smetánky. Paní poštmistrová, doktorová i paní starostová hned za dveřmi svým manželům říkají, že tuto krásu si musí pořídit taky a že skleník už používat nebudou. A tak kredenc nahradil skleník a stal se novým hitem.

## Jazyk
Přestože bylo onikání během 19. století téměř zcela nahrazeno vykáním, Skleník je onikání plný. Rais ho používá k zesměšnění a parodii některých vedlejších postav. Poukazuje tak na jejich nevzdělanost, podřadnost a nadutost.
Povídka je psána er-formou, autor tak ukazuje nadhled nad situací a objektivitu. Autor používá spisovnou češtinu. Celé dílo je tvořeno vtipnými dialogy, popisy prostředí, zřídka se setkáváme s vnitřním monologem.
Titulní skleník byl jedním z nejběžnějších kusů nábytku v měšťanských i šlechtických salonech po celé 19. století, jeho označení však nebylo zcela ustáleno. Božena Němcová psala o „skříni se skleněnými stěnami“, Karolina Světlá o „skleněné skříni“, Josef Václav Frič o „průhledné skříni“.

## Filmové zpracování
Na náměty povídky byl v roce 1976 vytvořen stejnojmenný film režisérky Anny Procházkové.